# U-101 (1940)
| U-101                                   | U-101 | U-101 |
| --------------------------------------- | --- | --- |
|                                         | | |
|                                         | | |
| Підводний човен U-52, аналогічний U-101 | | |
| Під прапором                            | Третій Рейх | Третій Рейх |
| Спуск на воду                           | 13 січня 1940 року                                                                                                 | 13 січня 1940 року                                                                                                 |
| Виведений зі складу флоту               | 11 березня 1940 року                                                                                               | 11 березня 1940 року                                                                                               |
| Сучасний статус                         | 3 травня 1945 року потоплений у Нойштадті ракетним ударом британських винищувачів-бомбардувальників «Тайфун»       | 3 травня 1945 року потоплений у Нойштадті ракетним ударом британських винищувачів-бомбардувальників «Тайфун»       |
| Бойовий досвід                          | Друга світова війна Битва за Атлантику                                                                             | Друга світова війна Битва за Атлантику                                                                             |
| Проєкт                                  | | |
| Тип ПЧ                                  | Торпедний ДПЧ | Торпедний ДПЧ |
| Розробник проєкту                       | Friedrich Krupp Germaniawerft, Кіль                                                                                | Friedrich Krupp Germaniawerft, Кіль                                                                                |
| Вартість                                | 4 439 000 ℛℳ | 4 439 000 ℛℳ |
| Основні характеристики                  | | |
| Швидкість (надводна)                    | 17,9 вузла | 17,9 вузла |
| Швидкість (підводна)                    | 8 вузлів | 8 вузлів |
| Робоча глибина занурення                | 100 м | 100 м |
| Гранична глибина занурення              | 220 м | 220 м |
| Автономність плавання                   | 135—174 км на швидкості 4 вузли (в підводному положенні) 11 470 км на швидкості 10 вузлів (у надводному положенні) | 135—174 км на швидкості 4 вузли (в підводному положенні) 11 470 км на швидкості 10 вузлів (у надводному положенні) |
| Екіпаж                                  | 44—60 осіб | 44—60 осіб |
| Розміри                                 | | |
| Довжина найбільша (по КВЛ)              | 66,5 м | 66,5 м |
| Ширина корпусу найб.                    | 6,2 м | 6,2 м |
| Середня осадка (по КВЛ)                 | 4,74 м | 4,74 м |
| Водотоннажність надводна                | 753 т | 753 т |
| Озброєння                               | | |
| Артилерія                               | 1 × 88-мм палубна гармата SK C/35 1 × 20-мм зенітна гармата FlaK 30 Flakvierling                                   | 1 × 88-мм палубна гармата SK C/35 1 × 20-мм зенітна гармата FlaK 30 Flakvierling                                   |
| Торпедно- мінне озброєння               | 4 носових і один кормовий ТА. 14 торпед або 26 мін TMA або 39 мін TMB                                              | 4 носових і один кормовий ТА. 14 торпед або 26 мін TMA або 39 мін TMB                                              |

U-101 — німецький підводний човен типу VII B, що входив до складу Військово-морських сил Третього Рейху за часів Другої світової війни. Закладений 22 травня 1939 року на верфі Friedrich Krupp Germaniawerft у Кілі. Спущений на воду 21 березня 1940 року, а 27 квітня 1940 року корабель увійшов до складу ВМС нацистської Німеччини.

## Історія служби
U-101 належав до німецьких підводних човнів типу VIIB, однієї з модифікацій найчисленнішого типу субмарин Третього Рейху, яких випущено 703 одиниці. Службу розпочав у складі 7-ї навчальної флотилії ПЧ, згодом перейшов до бойового складу цієї флотилії. З 1 березня 1942 року човен перевели до 26-ї флотилії, а вже 1 квітня — до 21-ї флотилії школи підводників. З 1 вересня 1942 року U-101 у складі 24-ї флотилії, а з 1 вересня 1943 року — у 23-ій флотилії ПЧ Крігсмаріне.
З квітня 1940 до листопада 1941 року підводний човен здійснив 10 бойових походів в Атлантичний океан, під час яких потопив 22 судна противника сумарною водотоннажністю 111 673 брутто-реєстрових тонн та один бойовий корабель (1190 тонн), а також пошкодив два судна (9113 GRT).
22 жовтня 1943 року німецький човен вивели зі складу підводних сил флоту та використовували як корабель для підготовки інструкторів-підводників.
3 травня 1945 року під час авіаційного нальоту союзної авіації U-101 був потоплений у Нойштадті ракетним ударом британських винищувачів-бомбардувальників «Тайфун».

## Командири
- Капітан-лейтенант Фріц Фрауенгайм (11 березня — 18 листопада 1940)
- Капітан-лейтенант Ернст Менгерзен (19 листопада 1940 — 31 грудня 1941)
- Оберлейтенант-цур-зее Карл-Гайнц Марбах (1 січня — 3 лютого 1942)
- Оберлейтенант-цур-зее Фрідріх Боте (4 лютого — 31 березня 1942)
- Оберлейтенант-цур-зее Ернст фон Віцендорфф (травень — 25 жовтня 1942)
- Оберлейтенант-цур-зее Гельмут Мюнстер (15 вересня 1942 — 22 жовтня 1943)

## Перелік уражених U-101 суден у бойових походах
| №                                                        | Дата              | Назва              | Тип                   | Належність          | Водотоннажність (брт) | Вантаж | Конвой        | Результат та координати                                                | Наслідки атаки для екіпажу      | Прим.                                                          |
| -------------------------------------------------------- | ----------------- | ------------------ | --------------------- | ------------------- | --------------------- | --- | ------------- | ---------------------------------------------------------------------- | ------------------------------- | -------------------------------------------------------------- |
| Другий похід (21.05—25.06.1940, 36 діб; Кіль—Кіль)       |                   |                    |                       |                     |                       | |               |                                                                        |                                 |                                                                |
| 1                                                        | 30 травня 1940    | Stanhall           | суховантажне судно    | Велика Британія     | 4 831                 | 7630 тонн цукру-сирцю та 350 тонн цибулі                                                                                        |               | потоплено 48°59′ пн. ш. 5°17′ зх. д. / 48.983° пн. ш. 5.283° зх. д.    | 37 (один загиблий та 36 вижили) |                                                                |
| 2                                                        | 31 травня 1940    | Orangemoor         | суховантажне судно    | Велика Британія     | 5 775                 | 8150 тонн залізної руди | конвой HG 31F | потоплено 49°43′ пн. ш. 3°23′ зх. д. / 49.717° пн. ш. 3.383° зх. д.    | 40 (18 загинули та 22 вижили)   |                                                                |
| 3                                                        | 2 червня 1940     | Polycarp           | суховантажне судно    | Велика Британія     | 3 577                 | 900 тонн пробки, 500 тонн бразильських горіхів, 80 тонн каучуку та 50 тонн шкір                                                 |               | потоплено 49°19′ пн. ш. 5°35′ зх. д. / 49.317° пн. ш. 5.583° зх. д.    | 43 (усі вціліли)                |                                                                |
| 4                                                        | 11 червня 1940    | Mount Hymettus     | суховантажне судно    | Грецьке королівство | 5 820                 | баласт |               | потоплено 42°13′ пн. ш. 11°20′ зх. д. / 42.217° пн. ш. 11.333° зх. д.  | 24 (усі вціліли)                |                                                                |
| 5                                                        | 12 червня 1940    | Earlspark          | суховантажне судно    | Велика Британія     | 5 250                 | 7500 тонн вугілля |               | потоплено 42°26′ пн. ш. 11°33′ зх. д. / 42.433° пн. ш. 11.550° зх. д.  | 38 (7 загинули та 31 вцілілий)  |                                                                |
| 6                                                        | 14 червня 1940    | Antonis Georgandis | суховантажне судно    | Грецьке королівство | 3 557                 | маїс та пшениця |               | потоплено 42°45′ пн. ш. 16°20′ зх. д. / 42.750° пн. ш. 16.333° зх. д.  | ? (0 загиблих та ? вцілілих)    |                                                                |
| 7                                                        | 16 червня 1940    | Wellington Star    | суховантажне судно    | Велика Британія     | 13 212                | Рефрижераторні та генеральні вантажі                                                                                            |               | потоплено 42°39′ пн. ш. 17°01′ зх. д. / 42.650° пн. ш. 17.017° зх. д.  | 69 (усі вцілілі)                |                                                                |
| Третій похід (9.09—16.09.1940, 39 діб; Кіль—Лор'ян)      |                   |                    |                       |                     |                       | |               |                                                                        |                                 |                                                                |
| 8                                                        | 19 серпня 1940    | Ampleforth         | суховантажне судно    | Велика Британія     | 4 576                 | баласт | конвой OA 199 | потоплено 56°10′ пн. ш. 10°40′ зх. д. / 56.167° пн. ш. 10.667° зх. д.  | 38 (9 загиблих та 29 вцілілих)  |                                                                |
| 9                                                        | 28 серпня 1940    | Elle               | суховантажне судно    | Фінляндія           | 3 868                 | деревина | конвой SC 1   | потоплено 57°43′ пн. ш. 12°18′ зх. д. / 57.717° пн. ш. 12.300° зх. д.  | 29 (2 загиблих та 27 вцілілих)  |                                                                |
| 10                                                       | 1 вересня 1940    | Efploia            | суховантажне судно    | Грецьке королівство | 3 867                 | баласт | Конвой OB 205 | потоплено 55°27′ пн. ш. 13°17′ зх. д. / 55.450° пн. ш. 13.283° зх. д.  | 27 (усі вижили)                 |                                                                |
| Четвертий похід (5.10—24.10.1940, 20 діб; Лор'ян—Лор'ян) |                   |                    |                       |                     |                       | |               |                                                                        |                                 |                                                                |
| 11                                                       | 12 жовтня 1940    | Saint-Malô         | суховантажне судно    | Канада              | 5 779                 | 7274 тонни генеральних вантажів, включаючи сталь і зерно                                                                        | Конвой HX 77  | потоплено 57°58′ пн. ш. 16°32′ зх. д. / 57.967° пн. ш. 16.533° зх. д.  | 44 (28 загинули та 16 вижили)   |                                                                |
| 12                                                       | 18 жовтня 1940    | Creekirk           | суховантажне судно    | Велика Британія     | 3 917                 | 5900 тонн залізної руди | Конвой SC 7   | потоплено 57°30′ пн. ш. 11°10′ зх. д. / 57.500° пн. ш. 11.167° зх. д.  | 36 (усі загинули)               |                                                                |
| 13                                                       | 18 жовтня 1940    | Blairspey          | суховантажне судно    | Велика Британія     | 4 155                 | 1798 стандартів деревини | Конвой SC 7   | пошкоджено 57°55′ пн. ш. 11°10′ зх. д. / 57.917° пн. ш. 11.167° зх. д. | 34 (усі вціліли)                | дісталося порту, відремонтоване, повернулося до строю          |
| 14                                                       | 19 жовтня 1940    | Assyrian           | суховантажне судно    | Велика Британія     | 2 962                 | 3700 тонн зерна | Конвой SC 7   | потоплено 57°12′ пн. ш. 10°43′ зх. д. / 57.200° пн. ш. 10.717° зх. д.  | 51 (17 загинули та 34 вціліли)  |                                                                |
| 15                                                       | 19 жовтня 1940    | Soesterberg        | суховантажне судно    | Нідерланди          | 1 904                 | 790 сажнів ямного реквізиту | Конвой SC 7   | потоплено 57°12′ пн. ш. 10°43′ зх. д. / 57.200° пн. ш. 10.717° зх. д.  | 25 (6 загинули та 19 вціліли)   |                                                                |
| П'ятий похід (24.11—7.12.1940, 14 діб; Лор'ян—Лор'ян)    |                   |                    |                       |                     |                       | |               |                                                                        |                                 |                                                                |
| 16                                                       | 30 листопада 1940 | Aracataca          | суховантажне судно    | Велика Британія     | 5 378                 | 1600 тонн бананів та грейпфрута                                                                                                 |               | потоплено 57°08′ пн. ш. 20°50′ зх. д. / 57.133° пн. ш. 20.833° зх. д.  | 69 (36 загинули та 33 вціліли)  |                                                                |
| 17                                                       | 1 грудня 1940     | Appalachee         | танкер                | Велика Британія     | 8 826                 | 11 706 тонн авіаційного спирту                                                                                                  | Конвой HX 90  | потоплений 54°30′ пн. ш. 20°00′ зх. д. / 54.500° пн. ш. 20.000° зх. д. | 39 (7 загинули та 32 вціліли)   |                                                                |
| 18                                                       | 1 грудня 1940     | Loch Ranza         | суховантажне судно    | Велика Британія     | 4 958                 | Пиломатеріали, зерно та фанера                                                                                                  | Конвой HX 90  | пошкоджено 54°37′ пн. ш. 18°54′ зх. д. / 54.617° пн. ш. 18.900° зх. д. | 40 (усі вціліли)                |                                                                |
| 19                                                       | 2 грудня 1940     | Kavak              | суховантажне судно    | Велика Британія     | 2 782                 | 1745 тонн бокситів і 1650 тонн смоли                                                                                            | Конвой HX 90  | потоплено 55°00′ пн. ш. 19°30′ зх. д. / 55.000° пн. ш. 19.500° зх. д.  | 41 (25 загинули та 16 вціліли)  |                                                                |
| 20                                                       | 2 грудня 1940     | Lady Glanely       | суховантажне судно    | Велика Британія     | 5 497                 | 2000 тонн пшениці та 6125 тонн пиломатеріалів                                                                                   | Конвой HX 90  | потоплено 55°00′ пн. ш. 22°00′ зх. д. / 55.000° пн. ш. 22.000° зх. д.  | 33 (усі загинули)               |                                                                |
| Шостий похід (23.01—19.02.1941, 28 діб; Лор'ян—Лор'ян)   |                   |                    |                       |                     |                       | |               |                                                                        |                                 |                                                                |
| 21                                                       | 14 лютого 1941    | Belcrest           | суховантажне судно    | Велика Британія     | 4 517                 | Генеральні вантажі та сталь | Конвой SC 21  | потоплено 54°15′ пн. ш. 18°45′ зх. д. / 54.250° пн. ш. 18.750° зх. д.  | 37 (усі загинули)               |                                                                |
| 22                                                       | 17 лютого 1941    | Gairsoppa          | суховантажне судно    | Велика Британія     | 5 237                 | 2600 тонн чавуну, 1765 тонн чаю, 2369 тонн генерального вантажу та 200 тонн срібних злитків і монет (600 000 фунтів стерлінгів) | Конвой SL 64  | потоплено 50°00′ пн. ш. 14°00′ зх. д. / 50.000° пн. ш. 14.000° зх. д.  | 86 (85 загинули та один вижив)  |                                                                |
| Восьмий похід (28.05—4.07.1941, 38 діб; Лор'ян—Лор'ян)   |                   |                    |                       |                     |                       | |               |                                                                        |                                 |                                                                |
| 23                                                       | 4 червня 1941     | Trecarrell         | суховантажне судно    | Велика Британія     | 5 271                 | баласт | Конвой OB 327 | потоплено 47°10′ пн. ш. 31°00′ зх. д. / 47.167° пн. ш. 31.000° зх. д.  | 47 (4 загинули та 43 вціліли)   |                                                                |
| 24                                                       | 9 червня 1941     | Trevarrack         | суховантажне судно    | Велика Британія     | 5 270                 | баласт | Конвой OB 329 | потоплено 46°45′ пн. ш. 38°00′ зх. д. / 46.750° пн. ш. 38.000° зх. д.  | 44 (усі загинули)               |                                                                |
| Десятий похід (11.10—16.11.1941, 37 діб; Сен-Назер—Кіль) |                   |                    |                       |                     |                       | |               |                                                                        |                                 |                                                                |
| 25                                                       | 18 жовтня 1941    | «Бродвотер»        | ескадрений міноносець | Велика Британія     | 1 190                 | | Конвой SC 48  | потоплено 57°01′ пн. ш. 19°08′ зх. д. / 57.017° пн. ш. 19.133° зх. д.  | 141 (56 загинули та 85 вціліли) | Колишній ескадрений міноносець типу «Клемсон» ВМС США «Мейсон» |